# Vincisgrassi alla maceratese
I vincisgrassi alla maceratese sono un primo piatto tipico della Provincia di Macerata a base di sfoglia di pasta all'uovo, sugo di carne, besciamella e formaggio. L'antica ricetta è molto diffusa sul territorio regionale e nella variante maceratese si caratterizza per l'uso di alcuni ingredienti specifici.
Nel 2022 il piatto è stato registrato come specialità tradizionale garantita. 

## Origini
Nel 1779 nel ricettario di Antonio Nebbia Il Cuoco Maceratese compare per la prima volta una ricetta per pasta al forno denominata salsa per il Princisgras.
Gli ingredienti principali della ricetta per realizzare il Princisgras sono, anche nell'edizione del 1786, la pasta fresca all’uovo, il prosciutto e il tartufo nero.
La versione originaria ha subito nel tempo diverse trasformazioni fino a modificarsi e diffondersi nella tradizione popolare attraverso la sostituzione degli ingredienti con altri più facilmente reperibili. La ricetta tramandata oralmente prevede l'uso di altre tipologie di carne, pomodoro, rigaglie di pollo e besciamella.
Nel 1927 il cuoco marchigiano Cesare Tirabasso codifica ne La guida in cucina la ricetta dei Vincisgrassi, attribuendo l'origine della denominazione alla famiglia austriaca Windisch Graetz, un cui rappresentante potrebbe essere stato ad Ancona durante l'occupazione della città. Come era in uso all'epoca, la pasta al forno prevedeva l'uso del pomodoro in un sugo di carni miste e l'aggiunta delle rigaglie di pollo.
Intorno al 1950 si consolida la tradizione di preparare i vincisgrassi in occasione delle feste anche nelle famiglie contadine, che disponevano prevalentemente di animali da cortile.
La ricetta attualmente riconosciuta come piatto identitario si basa su quella codificata da Cesare Tirabasso ne Il cuoco classico (1932) riguardo alla preparazione della pasta, mentre per il condimento si fa riferimento al testo La cucina marchigiana di Mazzara Morresi dove vengono codificati definitivamente gli ingredienti: lardo o pancetta o prosciutto grasso, olio e burro, aglio, cipolla, sedano e carota, rigaglie di pollo, vino bianco secco, pomodoro passato o conserva diluita con brodo e l'uso di besciamella.

## Etimologia
Troviamo per la prima volta il termine "Princisglasses" per la ricetta del "Piatto d'uova in Princisglasses", con una nota a piè di pagina che specifica "alla Principe di Galles", in un trattato di gastronomia umbra del '700 .
Nell'edizione del 1779 e in quelle successive de Il cuoco maceratese, Antonio Nebbia riporta la medesima ricetta del Piatto d'uova in Princisgras e sempre per la prima volta presenta la ricetta di “Salza per il princisgras” e poi “lasagne di princisgras”. Alcuni storici della gastronomia hanno interpretato il termine "princisgras" come piatto grasso per il principino o primogenito della famiglia nella quale il cuoco lavorava, ma non è escluso che derivi anche dalla locuzione "alla Principe di Galles".
Nel 1891 Il cuoco perfetto marchigiano, di autore Anonimo, riporta la ricetta del "Gattò di lasagne alla Misgras" e inserisce alcuni nuovi ingredienti, rimasti fino ai nostri giorni: la besciamella, il sugo d'umido con pomodoro, le animelle e i fegatini di pollo. Nello stesso libro, al capitolo dedicato ai timballi si ritrova una seconda ricetta che l'anonimo chiama Vigras: un pasticcio di lasagne da cuocere in forno "con sotto una pastella fatta con acqua e farina e coperto con abbondante salsa sopra" e per la prima volta un "sugo d'umido".
La parola Misgrasse deriva da MIS (apparecchiato) e GRASSE (grasso o condimento), mentre Visgras da VI (dal verbo VIDER che significa sventrare un pollo) e GRAS (condimento di rigaglie), lasciando intendere la derivazione della denominazione attuale.
Per lungo tempo i due termini princisgras e vincisgrassi sono stati confusi a causa dell'assonanza fonetica.
È errata invece l'attribuzione del nome al generale austriaco WindishGraetz di stanza ad Ancona nel periodo napoleonico al quale il piatto poteva essere stato dedicato, perché l'occupazione austriaca del capoluogo marchigiano avvenne 20 anni dopo la pubblicazione del ricettario di Antonio Nebbia.

## Ricetta: ingredienti per 6 persone

### Ingredienti per il sugo
- 400 g di animali da cortile inclusi colli, ali e zampe di pollo, anatra o oca, schiena di coniglio non macinata;
- 500 g di vitello e maiale (con ossa, midollo e muscolo) non macinati;
- 100 g di rigaglie di animale da cortile (stomaci e fegati) tagliati in pezzi da minimo 0,5 cm;
- 150 g di concentrato di pomodoro;
- 500 g di passata di pomodoro;
- Odori: 1 sedano, 1 carota, 1 cipolla bianca steccata con 4 chiodi di garofano, mazzetto aromatico con maggiorana, salvia, rosmarino e altre erbe aromatiche fresche di stagione;
- 2 cucchiai di vino cotto PAT e/o un bicchiere di vino bianco secco;
- 80 g di lardo di maiale o guanciale;
- q.b. di olio extra vergine di oliva;
- q.b. sale e pepe nero;
- q.b. di acqua;
- 250 ml latte intero UHT o fresco pastorizzato (facoltativo);
- 100 gr di formaggio Parmigiano Reggiano DOP grattugiato o Grana padano DOP.

### Ingredienti per la besciamella
- 1 L di latte intero UHT o fresco pastorizzato;
- 60-70 g di farina di grano tenero;
- 60-70 g di burro;
- sale, pepe nero e noce moscata q.b.

### Ingredienti per la pasta
- 8 uova fresche di gallina e 2 tuorli;
- 1 kg di farina di grano tenero o farina di grano duro;
- 1 cucchiaio di olio extra vergine di oliva o di burro sciolto;
- 2 cucchiai di vino cotto o Marsala DOP.

## Preparazione
L'esecuzione della ricetta prevede fasi differenti: prima di tutto va preparato il sugo, che necessita di una lunga cottura, poi la besciamella e la pasta fresca ed infine avviene l'assemblaggio delle singole preparazioni e la cottura finale.

### Il sugo
1. Soffriggere il lardo o il guanciale tritato con olio extra vergine di oliva in una pentola, aggiungere le ossa e le carni, il sedano, la carota e la cipolla, poi far tostare il tutto a fuoco vivo;
2. Salare e pepare il soffritto quanto basta poi sfumare con vino cotto o vino bianco;
3. Aggiungere il concentrato di pomodoro, la passata di pomodoro ed amalgamare per qualche minuto al composto;
4. Bagnare con abbondante acqua calda (e latte facoltativo) in modo da ricoprire la carne;
5. Lasciare bollire lentamente fino a quando la salsa si ridurrà della metà e la carne risulti ben cotta;
6. Togliere dalla salsa la carne e le ossa spolpate;
7. Ridurre la carne a pezzetti non troppo piccoli con le mani o con un coltello, poi rimetterla nel sugo;
8. Rosolare in un'altra padella le rigaglie di pollo nell'olio Extra Vergine d’Oliva e sfumare nel vino cotto, poi unirle al sugo;
9. Ultimare la cottura per circa 15 minuti.

### La besciamella
1. Bollire il latte con sale, pepe e noce moscata;
2. Far sciogliere il burro in un pentolino e unire la farina in modo da ottenere un composto uniforme;
3. Aggiungere lentamente il latte caldo fino a realizzare una crema liscia di colore bianco con puntini marroncini-neri.

### La pasta
1. Impastare la farina con i tuorli, le uova intere, il vino cotto, un goccio di olio extravergine di oliva, fino a formare un composto liscio e compatto;
2. Far riposare in luogo fresco per circa 1 ora;
3. Stendere la pasta facendo una sfoglia sottile, da tagliare a rettangoli da 10 x 15 cm e poi scottare in acqua bollente salata per pochi minuti;
4. Raffreddare in acqua fredda, scolare e disporre i quadri di pasta su di un canovaccio per farli asciugare.

### Finitura
1. Imburrare una teglia da forno rettangolare e disporre a strati la pasta, il sugo, poca besciamella e formaggio grattugiato, ripetendo l’operazione per 7/8 volte;
2. Nell'ultimo strato mettere solo il sugo ed il formaggio grattugiato, che formerà una crosticina dorata;
3. Infornare a 180° per 40 minuti;
4. Servire ben caldo.

## Specialità Tradizionale Garantita - STG
Per lungo tempo, anche a causa dell'assonanza fonetica, sono state confuse due ricette che avevano molti punti in comune (pasta al forno, piatto della festa) ma che pure si differenziavano enormemente: i Princisgras (codificati da Antonio Nebbia a fine Settecento) e i Vincisgrassi (codificati da Cesare Tirabasso nel 1927).
Dal 2017, un gruppo di lavoro, formato dall'Associazione cuochi Macerata "Antonio Nebbia", dall'Accademia Italiana della Cucina e dall' I.P.S.E.O.A. "G. Varnelli" di Cingoli, ha deciso di avviare un processo di riconoscimento di questa ricetta come Specialità tradizionale garantita per valorizzarla e distinguerla attraverso uno specifico disciplinare di produzione in modo da garantirne la qualità e la reperibilità.
Nel 2018 sul progetto è stato sottoscritto un protocollo d'intesa con le principali istituzioni del territorio: il Comune di Macerata, l'Università di Macerata, l'Università di Camerino e la Camera di Commercio di Macerata, per sostenere il progetto e difendere un piatto identitario.
Il Ministero per le politiche agricole alimentari e forestali, ricevuto il disciplinare, ha espresso nel dicembre 2020 parere favorevole sulla domanda di protezione della denominazione «Vincisgrassi alla maceratese» come specialità tradizionale garantita e lo ha notificato per la registrazione ai competenti organi comunitari così da ottenere ufficialmente il riconoscimento STG .
La denominazione dei Vincisgrassi alla Maceratese STG è stata registrata nella Gazzetta Ufficiale dell'Unione Europea L103 del 31 marzo 2022. Con DM n. 221304 il Ministero delle Politiche Agricole Alimentari e Forestali ha designato la società 3A-Parco Tecnologico agroalimentare dell’Umbria quale autorità pubblica ad espletare le funzioni di controllo per il prodotto STG “Vincisgrassi alla Maceratese” , come previsto dal Regolamento (UE) n.1151/2012.